# North East (Singapur)
Der North East Singapore District (oder Nordost) ist eines der fünf Community Development Councils (CDC) des Stadtstaates Singapur. Er hat 914.00 Einwohner. Wie der Name bereits impliziert, befindet sich der Council im Nordosten Singapurs.
Es umfasst die Stadtviertel Ang Mo Kio, Hougang, Punggol, Seletar, Sengkang und Serangoon.